# Wittersdorf
Wittersdorf là một xã trong tỉnh Haut-Rhin, vùng Grand Est ở đông bắc Pháp. Xã này có diện tích 4,76 km², dân số năm 1999 là 809 người. Khu vực này có độ cao 287 mét trên mực nước biển.